# Karl Schiller

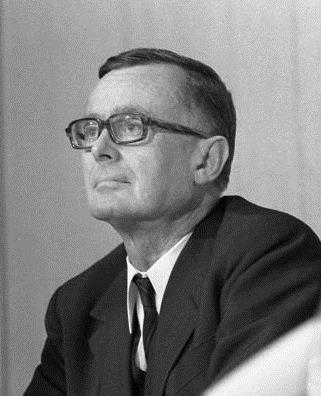
Karl Schiller, 1969

Karl August Fritz Schiller (* 24. April 1911 in Breslau; † 26. Dezember 1994 in Hamburg) war ein deutscher Wissenschaftler und Politiker (SPD). Er war von 1966 bis 1972 erster Bundesminister für Wirtschaft der SPD und von 1971 bis 1972 zusätzlich Bundesminister der Finanzen. Er war federführend an der Entstehung des Stabilitäts- und Wachstumsgesetzes mit seinen im „Magischen Viereck“ dargestellten Zielen beteiligt. Außerdem war er Initiator der konzertierten Aktion. Weil er der Globalsteuerung in Deutschland eine gesetzliche Grundlage gab, wird er häufig zusammen mit Ludwig Erhard als bedeutendster Wirtschaftspolitiker der Nachkriegszeit benannt.

## Familie
Karl Schiller war der Sohn von Marie († 1958) und Carl (* 1885) Schiller. Sein Vater war Ingenieur, er arbeitete zunächst bei Siemens, später bei der Howaldt-Werft, zuletzt in Hamburg. Karl Schiller war viermal verheiratet. Aus der ersten Ehe (Hamburg, 1938–1949) mit Lise-Lotte (* 1916) gingen die Töchter Barbara (* 1940) und Bettina (* 1945) hervor. Seine dritte Tochter Christa (* 1952) und sein Sohn Tonio (* 1956) entstammen der Ehe (Hamburg, 1951–1969) mit Annemarie (* 1921). Von 1971 bis 1974 war er mit Etta Schiller (* 1933), der Tochter des Mediziners und Standespolitikers Paul Eckel, verheiratet. Die promovierte Juristin, die als Oberregierungsrätin und Leiterin eines Kölner Finanzamtes arbeitete, nahm gerade in Schillers Zeit als Superminister großen Einfluss auf ihn und seine Politik, was als Grund für den Verlust seines innerparteilichen Rückhaltes gilt. Seine vierte Ehe schloss er 1976 in Jesteburg mit Vera-Sylvia Gutzat (* 1936, † 1995). Beigesetzt wurde er auf dem Friedhof des Jesteburger Ortsteils Reindorfer Osterberg.

## Ausbildung und Beruf
Nach dem Abitur an der Hebbelschule in Kiel absolvierte Schiller ab 1931 ein Studium der Volkswirtschaftslehre und der Rechtswissenschaft in Kiel, Frankfurt am Main, Berlin und Heidelberg, das er 1935 als Diplom-Volkswirt und mit der Promotion zum Dr. rer. pol. über das Thema „Arbeitsbeschaffung und Finanzordnung in Deutschland“ beendete. Während seines Studiums wurde er von der Studienstiftung des deutschen Volkes gefördert. Von 1935 bis 1941 war er Leiter einer Forschungsgruppe am Kieler Institut für Weltwirtschaft. Die dort damals erstellten Gutachten dienten kurzfristig aktuellen nationalsozialistischen Expansionsplänen und längerfristig Plänen für eine „Großraumwirtschaft“ in den noch zu erobernden Gebieten und waren damit ein Bestandteil der NS-Kriegsführung.
1939 wurde Schiller mit der Schrift Marktregulierung und Marktordnung in der Weltagrarwirtschaft habilitiert. Von 1941 bis 1945 nahm er als Soldat am Zweiten Weltkrieg teil. Er erhielt als Oberleutnant das Eiserne Kreuz 2. Klasse und das Kriegsverdienstkreuz 2. Klasse mit Schwertern für seine Verdienste im Nordabschnitt der Ostfront bei der Heeresnachrichtentruppe. 1947 nahm er einen Ruf der Universität Hamburg an und erhielt hier die Professur (den Lehrstuhl) für Wirtschaftstheorie. Schiller zählte zu den Wegbereitern der 1948 gegründeten Akademie für Gemeinwirtschaft. Von 1956 bis 1958 amtierte er außerdem als Rektor der Universität Hamburg. Er war 1948 Gründungsmitglied des Wissenschaftlichen Beirats bei der Verwaltung für Wirtschaft des Vereinigten Wirtschaftsgebietes, dem Vorläufer des 1949 etablierten Wissenschaftlichen Beirats beim Bundeswirtschaftsministerium.

## Politischer Werdegang
1931 trat Schiller zunächst in den Sozialistischen Hochschulbund ein.

### Mitgliedschaften im Nationalsozialismus
Nach der „Machtergreifung“ der Nationalsozialisten war er von Juni 1933 bis 1938 Mitglied der SA. Zum 1. Mai 1937 trat Schiller in die NSDAP ein (Mitgliedsnummer 4.663.250), in der er 1938 Politischer Leiter der Kieler Ortsgruppe Klaus Groth wurde. Im Rahmen seines Studiums und seiner Lehrtätigkeit trat Schiller zusätzlich als Mitglied in folgende NS-Organisationen ein: ab Juni 1933: Nationalsozialistischer Deutscher Studentenbund (bis 1935), ab 1934: NS-Rechtswahrerbund (Mitglieds-Nr. 82.421), ab 4. Mai 1939: NS-Dozentenbund (Mitglieds-Nr. 4981).

### Laufbahn in der Bundesrepublik
Von 1946 bis 1972 sowie erneut ab 1980 war er Mitglied der SPD.
Von 1946 bis 1957 war er Mitglied der Hamburgischen Bürgerschaft. Von 1965 bis 1972 war er Mitglied des Deutschen Bundestages. Hier war er von 1965 bis 1966 stellvertretender Vorsitzender der SPD-Bundestagsfraktion.
Von 1948 bis 1953 war er Senator für Wirtschaft und Verkehr der Freien und Hansestadt Hamburg. Von 1961 bis 1965 war er im Senat des Regierenden Bürgermeisters Willy Brandt Senator für Wirtschaft in Berlin.

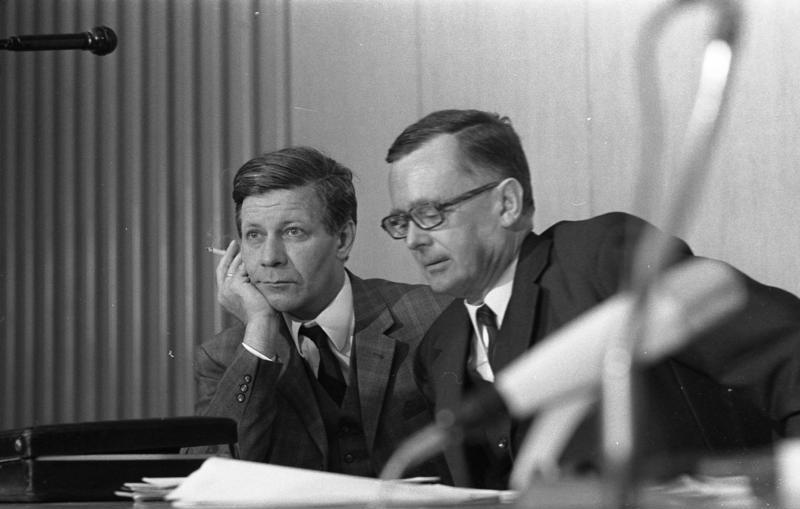
Karl Schiller (rechts) mit Helmut Schmidt, 1969

Dem Kabinett der Großen Koalition unter Bundeskanzler Kurt Georg Kiesinger gehörte er ab dem 1. Dezember 1966 als Bundesminister für Wirtschaft an. In dieser Zeit prägte er den Begriff der Ablaufpolitik. Er arbeitete in dieser Zeit eng mit dem Bundesfinanzminister Franz Josef Strauß zusammen. Beide erhielten daraufhin in der Öffentlichkeit den Spitznamen Plisch und Plum (nach Wilhelm Busch).
Dem ersten Kabinett von Bundeskanzler Willy Brandt gehörte er wiederum als Bundesminister für Wirtschaft an. Nach dem Rücktritt des Bundesfinanzministers Alex Möller am 13. Mai 1971 wurde er zum Bundesminister für Wirtschaft und Finanzen ernannt. Von diesem Amt trat er am 7. Juli 1972 zurück und schied damit aus der Bundesregierung aus.
In seinem Rücktrittsbrief vom 2. Juli 1972 warf er dem Bundeskanzler vor, ihn nicht mehr zu unterstützen, und Kollegen aus dem Kabinett, dass sie ihre Einzelinteressen nicht gegenüber einer gemeinsamen Strategie der Sozialdemokraten zurückstellen wollten. Diese ständigen Konflikte seien insbesondere wegen der Belastung des Doppelamtes als Wirtschafts- und Finanzminister nicht mehr für ihn tragbar gewesen. „Es gibt aber auch für mich Grenzen – diese sind gegeben, wenn ich der auf meinem Amt beruhenden Verantwortung diesem Staat und seinen Bürgern gegenüber nicht mehr gerecht werden kann, weil ich nicht unterstützt bzw. sogar daran gehindert werde.“ Anlass für den Rücktritt war die Währungs- und Finanzpolitik der Bundesregierung: „Ich bin nicht bereit, eine Politik zu unterstützen, die nach außen den Eindruck erweckt, die Regierung lebe nach dem Motto ‚Nach uns die Sintflut‘. Die Regierung hat die Pflicht, über den Tellerrand des Wahltermins hinauszublicken und dem Volk rechtzeitig zu sagen, was zu leisten und was zu fordern ist.“

### Senate und Kabinette
- Senat Brauer I Hamburg 1948–1950 Behörde für Wirtschaft und Verkehr
- Senat Brauer II Hamburg 1950–1953 Behörde für Wirtschaft und Verkehr
- Senat Brandt II Berlin 1959–1963 Senator für Wirtschaft
- Senat Brandt III Berlin 1963–1965 Senator für Wirtschaft
- Kabinett Kiesinger 1966–1969 Bundeswirtschaftsminister
- Kabinett Brandt I 1969–1972 Bundeswirtschaftsminister, Bundesfinanzminister

### Positionen
1972 beteiligte er sich gemeinsam mit Ludwig Erhard an einer Anzeigenkampagne der CDU, in der beide als Hüter der Marktwirtschaft auftraten.
Karl Schiller war Mitunterzeichner des eurokritischen Manifests Die währungspolitischen Beschlüsse von Maastricht: Eine Gefahr für Europa (1992).

## Ehrungen
1973 war Schiller Preisträger der Alexander-Rüstow-Plakette. 1983 wurde Schiller Ehrensenator der Universität Hamburg. Der Hamburger Senat verlieh ihm 1986 die Bürgermeister-Stolten-Medaille. Das Institut für Weltwirtschaft Kiel zeichnete ihn 1989 mit der Bernhard-Harms-Medaille aus. 1991 wurde Schiller mit dem Großen Bundesverdienstorden mit Stern und Schulterband ausgezeichnet. 1999 wurden die „Kaufmännische Schulen II“ der Stadt Dortmund in Karl-Schiller-Berufskolleg umbenannt. 1992 wurde er zum Ehrendoktor der Westfälischen Wilhelms-Universität Münster ernannt.

## Werke
- Arbeitsbeschaffung und Finanzordnung in Deutschland. Junker und Dünnhaupt, Berlin 1936.
- Marktregulierung und Marktordnung in der Weltagrarwirtschaft. Habilitationsschrift. Fischer, Jena 1940 (Probleme der Weltwirtschaft; 67).
- Aufgaben und Versuche: zur neuen Ordnung von Gesellschaft und Wirtschaft. Reden und Aufsätze. Hansischer Gildenverlag, Hamburg 1953.
- Betrachtungen zur Geld- und Konjunkturpolitik. J. C. B. Mohr (Paul Siebeck), Tübingen 1984 (Vorträge und Aufsätze / Walter-Eucken-Institut; 102).
- Möglichkeiten und Grenzen der sozialen Marktwirtschaft. Reinhard Appel im Gespräch mit Professor Dr. Karl Schiller. Hess. Sparkassen- u. Giroverband, Frankfurt am Main 1989.
- Der schwierige Weg in die offene Gesellschaft. Kritische Anmerkungen zur deutschen Vereinigung. Siedler, Berlin 1994.
- Wachstum, Stabilität, Gleichgewicht. Vorträge, Reden, Aufsätze. Mit Würdigungen von Peer Steinbrück und Klaus von Dohnanyi. Hrsg. von Detlef W. Prinz. [Karl-Schiller-Stiftung e. V.], Keyser, Leipzig 2007.